# Troll (automerk)

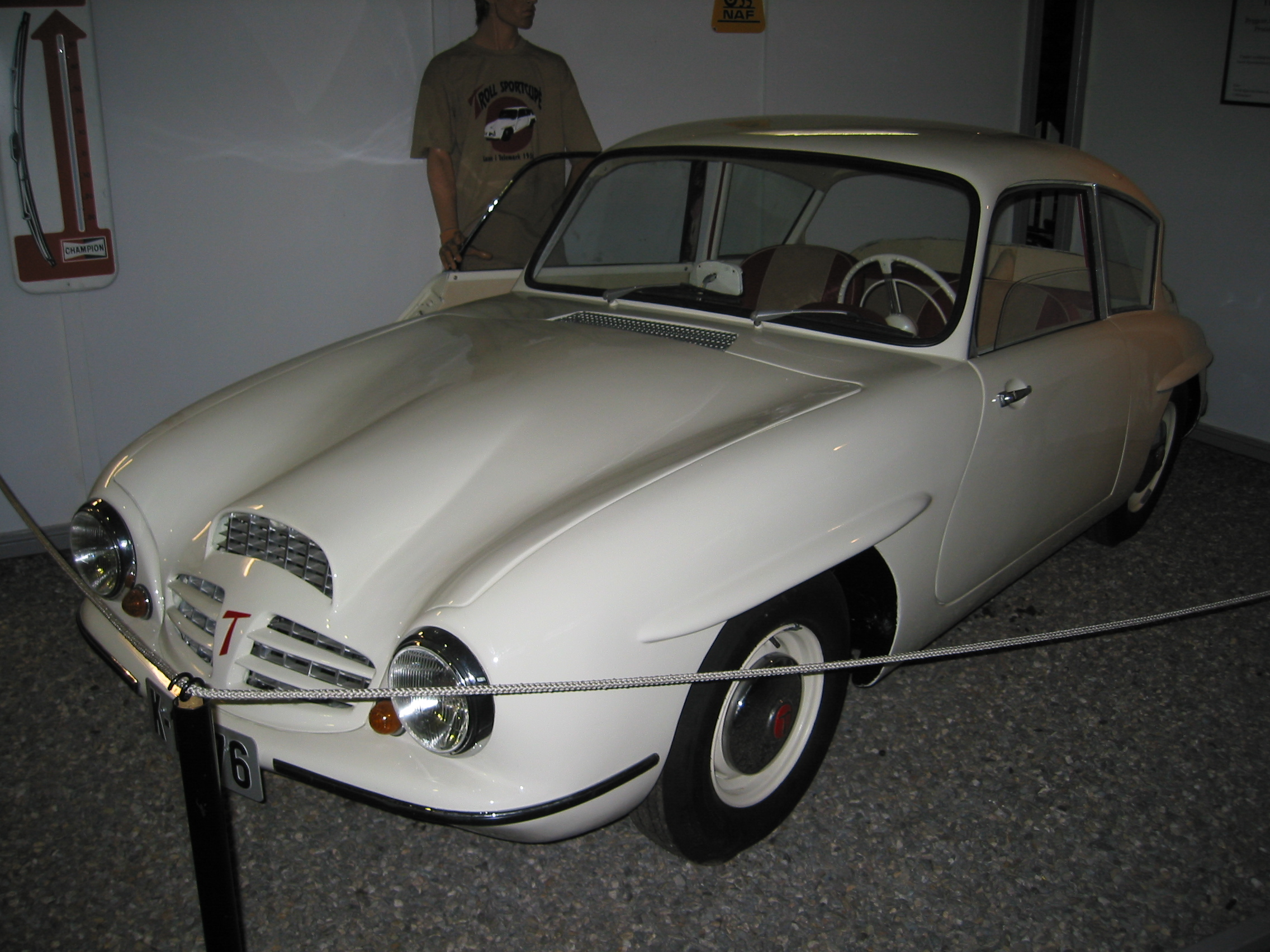
Troll uit 1956

Troll was de eerste (mislukte) stap van Noorwegen in de autobouw. Het was een automerk van Troll Plastik & Bilindustri uit Lunde in Telemark.
Van 1956 tot 1958 bouwde Troll een sportwagentje, ontworpen door de Duitse auto-ontwerper Hans Trippel. Het had een carrosserie van glasvezelversterkte kunststof op een verlengd chassis van een Gutbrod Superior, en werd aangedreven door een 700 cc Gutbrod-motortje.
Noorwegen had destijd ruilhandelovereenkomsten met landen uit het Oostblok. Zij zouden vis afnemen in ruil voor auto's. De Noorse regering was bang dat dit wankele handelsevenwicht verstoord zou worden, en gaf daarom geen steun aan de bouwers. Het merk heeft daardoor slechts vijf auto's weten af te leveren, ondanks interesse uit landen als België.